# Ross Zucco
Ross Barta Zucco (* 20. April 1934 in South Gate; † 28. September 1960 in Paramount) war ein US-amerikanischer Eisschnellläufer.
Zucco nahm vorwiegend an nationalen Rennen teil. International startete er nur bei den Olympischen Winterspielen 1960 in Squaw Valley, wobei er den zehnten Platz über 10.000 m errang. Er war als Klempner tätig und starb im September 1960 nach einem Autounfall.

## Persönliche Bestzeiten
| Disziplin | Zeit        | Datum            | Ort          |
| --------- | ----------- | ---------------- | ------------ |
| 500 m     | 45,0 s      | 17. Januar 1960  | Squaw Valley |
| 1500 m    | 2:21,9 min  | 17. Januar 1960  | Squaw Valley |
| 3000 m    | 5:15,5 min  | 22. Februar 1959 | Squaw Valley |
| 5000 m    | 8:17,8 min  | 30. Juni 1960    | Squaw Valley |
| 10.000 m  | 16:37,6 min | 27. Februar 1960 | Squaw Valley |